# Lindsay (Nebraska)
Lindsay é uma vila localizada no estado americano de Nebraska, no Condado de Platte.

## Demografia
Segundo o censo americano de 2000, a sua população era de 276 habitantes.
Em 2006, foi estimada uma população de 278, um aumento de 2 (0.7%).

## Geografia
De acordo com o United States Census Bureau, a localidade tem uma área de 0,9 km², sem área coberta por água. Lindsay localiza-se a aproximadamente 515 m acima do nível do mar.

## Localidades na vizinhança
O diagrama seguinte representa as localidades num raio de 20 km ao redor de Lindsay.